# 皇太极酒
皇太极酒又称皇太极白酒，是沈阳出产的一种白酒，皇太极酒为新兴的地方酒种：2008年成立的辽宁建和中恒投资有限公司在2017年12月20日改组为辽宁道宁实业集团后进一步扩大多元化经营，于次年入股掌控当地一家1950年代末成立的国营酒厂，以当地传统酿造工艺开发出了皇太极酒。除白酒外，还有马奶酒。